# حسین شریف
حسین شریف یک تکواندوکار مصری است. در مسابقات قهرمانی تکواندو جهان ۲۰۱۳ در پوئبلا شریف در دسته سبک‌وزن مردان (زیر ۵۴ کیلوگرم) به مدال برنز دست یافت.